# Montagnes Tobo
Die Montagnes Tobo sind ein Höhenzug der Republik Kongo. Sie erreichen eine Höhe von 727 m.

## Geographie
Von der Hocheben Plaine de Gantsa im Westen des benachbarten Departements von Brazzaville und der Hochebene Plaine de Nzono im Süden erheben sich die Montagnes Tobo. In dem hügeligen Gelände entspringen zahlreiche temporäre Flüsse. Der nächstgelegene Ort ist Mobili im Süden.